# Cung điện Luxembourg

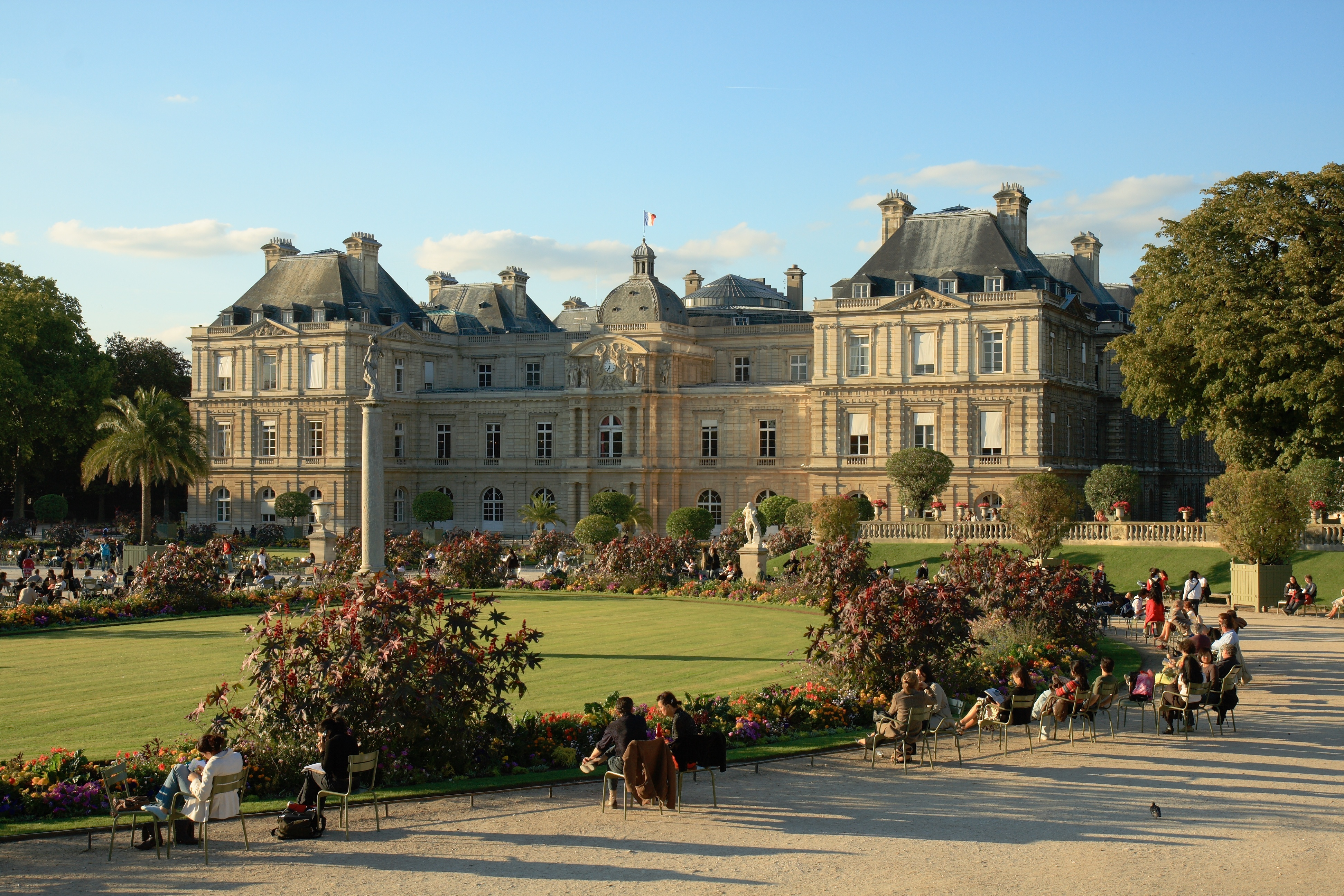
Cung điện Luxembourg

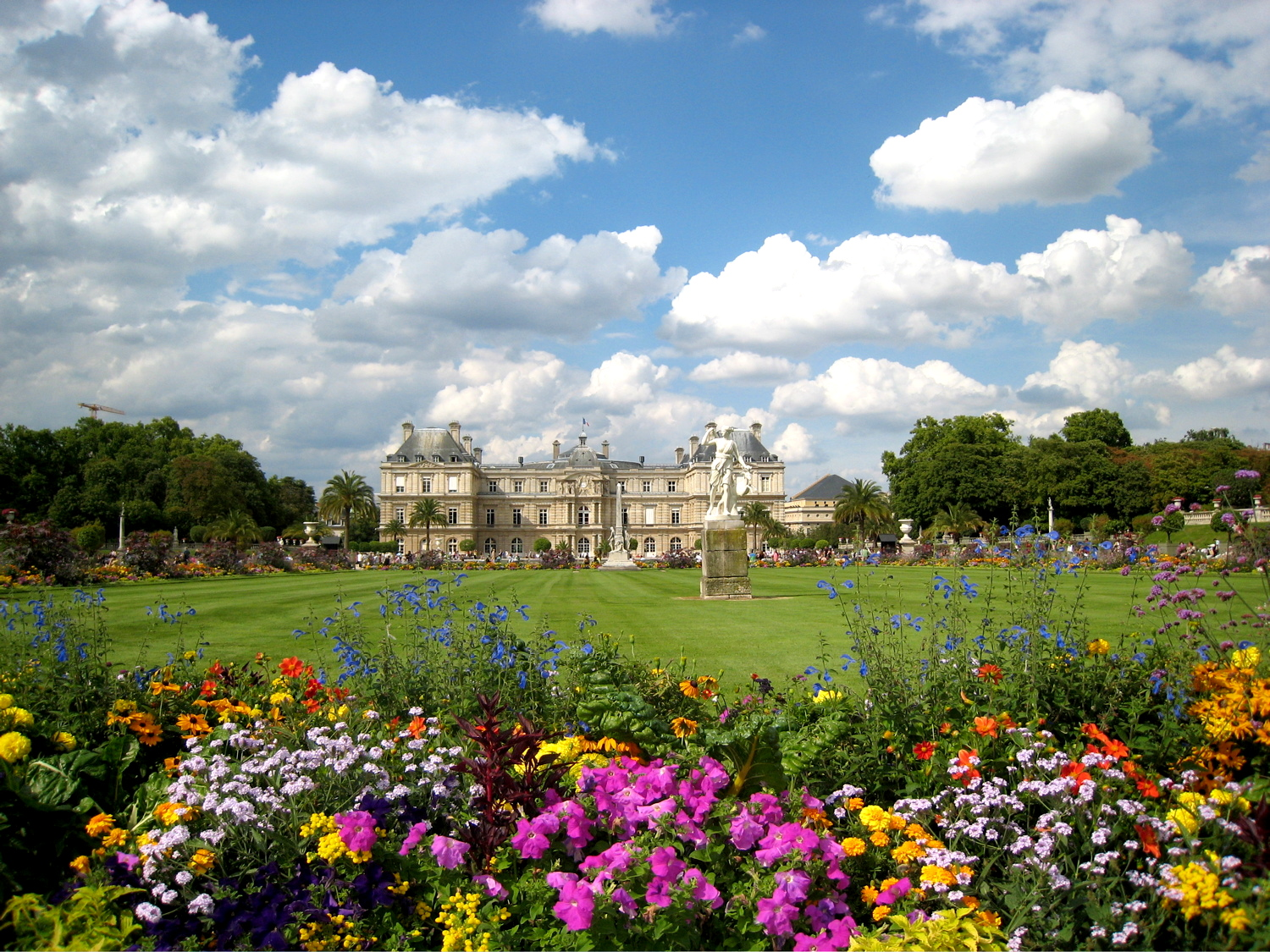
Cung điện và Vườn Luxembourg

Cung điện Luxembourg nằm trong khu vườn cùng tên tại Quận 5 của Paris. Được xây dựng từ năm 1615, cung điện là dinh thự của nhiều quý tộc, vua chúa phong kiến Pháp. Sau đó nơi đây trở thành trụ sở của nhiều cơ quan quan trọng của nền Cộng hòa.
Hiện nay cung điện Luxembourg là trụ sở của Thượng nghị viện Pháp.

## Cung điện Luxembourg
Nằm trong vườn Luxembourg thuộc khu phố La Tinh, cung điện là công trình quan trọng nhất của vườn. Phía trước cung điện là một bãi cỏ rộng dành cho người đi dạo cùng một hồ nhỏ hình bát giác, nơi trẻ em vẫn thường thả thuyền đồ chơi.
Như mục đích xây dựng ban đầu, cung điện Luxembourg có dáng vẻ của một dinh thự hơn là một công sở. Luxembourg mang nét kiến trúc của cung điện Pháp, các tòa nhà tạo thành một sân vuông, một sân chính và lối vào bên dưới vòm Tournon. Tòa nhà chính có hai bên đối xứng, cũng là một kiến trúc thường gặp.
Điểm mới của cung điện Luxembourg là tòa nhà chính giữa lớn hơn so với hai cánh bên và cả phần phía bên trong. Khác với Louvre, vốn có tòa nhà hai cánh rất dài, tòa nhà chính của Luxembourg là điểm nhấn của cung điện.

## Lịch sử
Sau cái chết của Henri IV vào năm 1610, hoàng hậu Marie de Médicis không muốn tiếp tục sống trong cung điện Louvre. Tới năm 1615, theo yêu cầu của Marie de Médicis, việc xây dựng cung điện Luxembourg bắt đầu trong khu vườn vốn được hoàng hậu mua lại từ năm 1612. Công trình do kiến trúc sư Salomon de Brosse thiết kế và ban đầu có tên Cung điện Médicis. Tuy chỉ thực sự hoàn thành vào năm 1631, nhưng hoàng hậu Marie de Médicis đã sống ở đây từ năm 1625 và rời đi trước khi cung điện xây xong.
Từ năm 1642, công tước Gaston của Orléans tới sống tại cung điện. Khoảng thời gian tiếp theo là Marguerite, vợ góa của Gaston, cùng các con gái, nữ công tước Montpensier và nữ công tước Guise. Sau đó, năm 1694, cung điện được tặng lại cho Louis XIV, vốn là anh họ của nữ công tước Guise.
Khi lên giữ quyền nhiếp chính vào năm 1715, Philippe của Orléans đã chuyển cung điện Luxembourg về tay các con gái của mình, nữ công tước Berry và Louise-Elisabeth, người từng là hoàng hậu Tây Ban Nha. Louise-Elisabeth sống ở đây đến khi chết vào năm 1742. Tiếp đó Louis XVI tặng lại điện Luxembourg cho em trai mình, Louis-Stanislas-Xavier, tức Louis XVIII.
Tới thời kỳ Cách mạng Pháp, năm 1792, cung điện Luxembourg được tuyến bố trở thành tài sản quốc gia, trở thành xưởng vũ khí. Thời kỳ Đốc chính, năm 1795, nơi đây được sử dụng làm nhà tù. Tới năm 1799 thì cung điện được chuyển cho Thượng nghị viện. Trong khoảng thời gian 1799 tới 1805, kiến trúc sư Jean-François-Thérèse Chalgrin đã tu sửa lại cung điện để phù hợp với chức năng mới.
Năm 1814, cung điện Luxembourg được dành cho Viện Công khanh (Chambre des Pairs). Kiến trúc sư Alphonse de Gisors cho mặt ngoài phía Nam tiến thêm 30 mét về phía vườn. Nơi đây đón nhận những nghị sĩ mới của nền Quân chủ Tháng bảy. Sự thay đổi này đã tạo ra khoảng không gian ngày nay dành cho thư viện và phòng họp. Napoléon III yêu cầu gạt bỏ vách ngăn chia ba phòng của tòa nhà chính, tạo thành Grande galerie, tức phòng hội họp ngày nay.
Được dành cho Thượng nghị viện vào thời Đệ nhị đế chế, Ủy ban Lao động đã đến đây trong một khoảng thời gian ngắn ngủi năm 1848. Sau khi Đệ nhị đế chế sụp đổ, cung điện trở thành tòa thị chính của tỉnh Seine - tỉnh bao gồm cả thành phố Paris. Tới năm 1879, cung điện lại được dành cho Thượng nghị viện.
Trong Chiến tranh thế giới thứ hai, cung điện Luxembourg trở thành trụ sở bộ tham mưu Không quân Đức. Năm 1944, Quốc hội tư vấn lâm thời họp ở đây. Tiếp đó tới Tòa án Tư pháp tối cao vào năm 1945 rồi Hội nghị Hòa bình năm 1946. Thời Đệ tứ cộng hòa, cung điện được dành cho Hội đồng Cộng hòa. Bắt đầu từ Đệ ngũ cộng hòa thì cung điện Luxembourg trở thành trụ sở của Thượng nghị viện.

## Hình ảnh

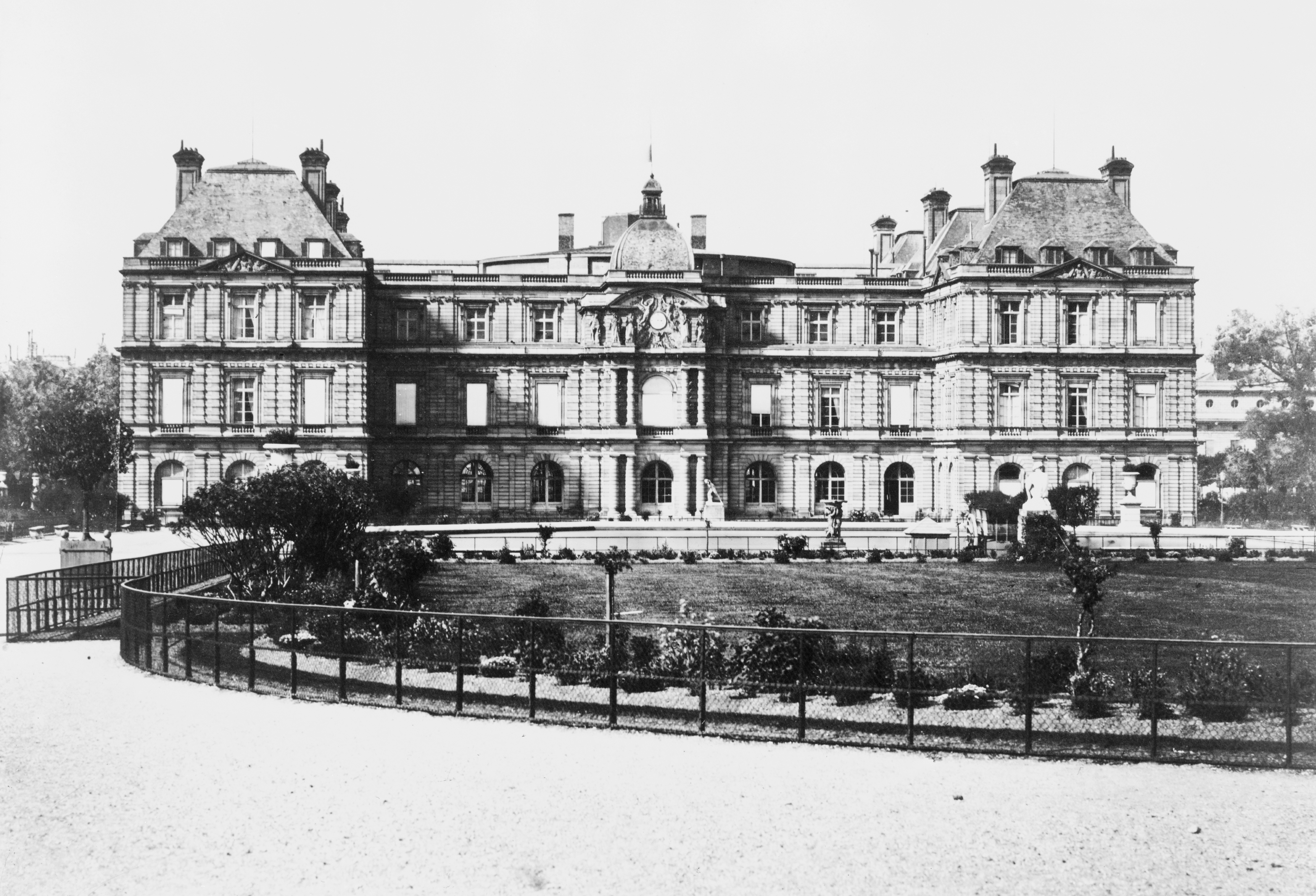
Cuối thế kỷ 19
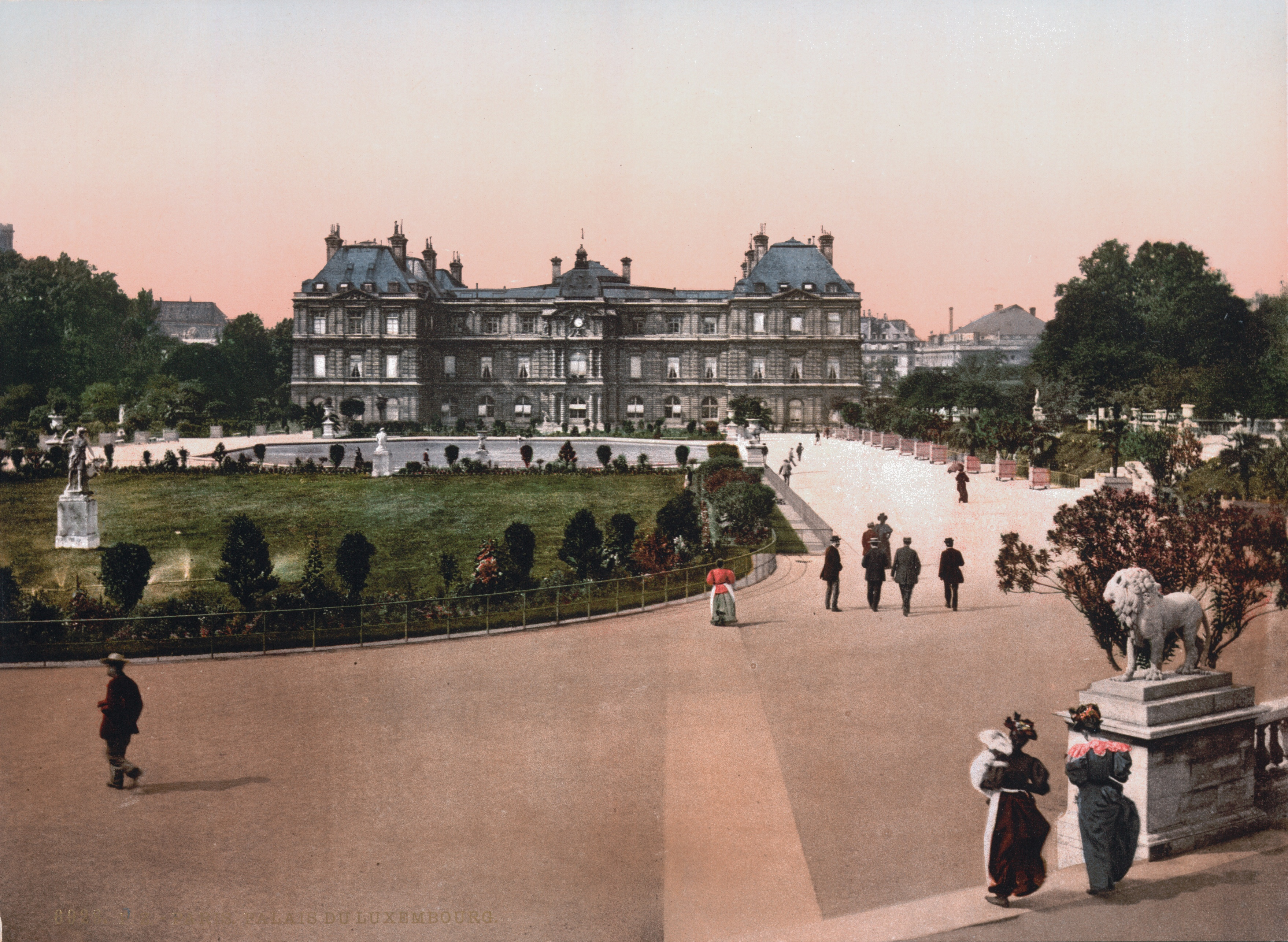
Cuối thế kỷ 19
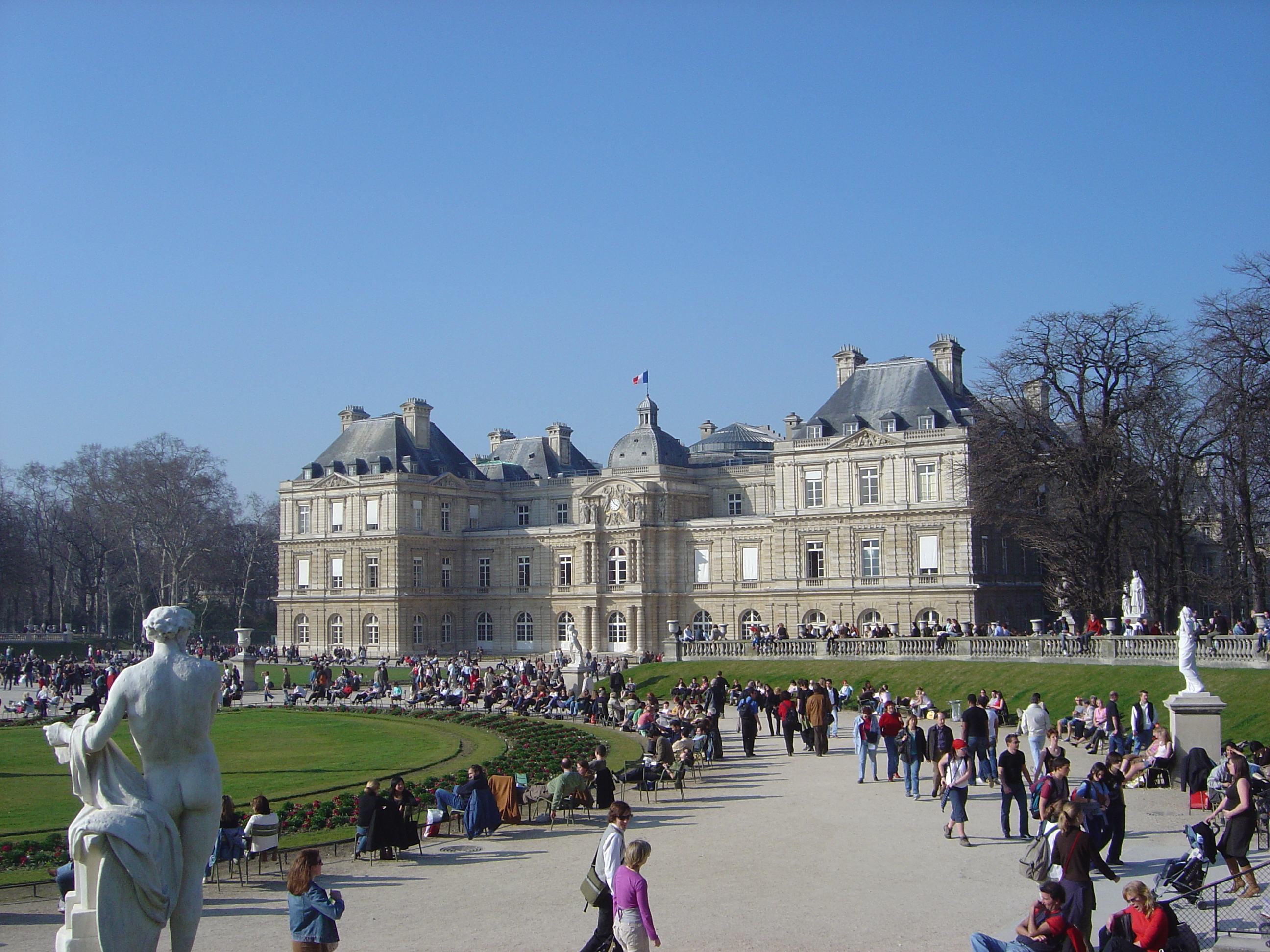
Năm 2005
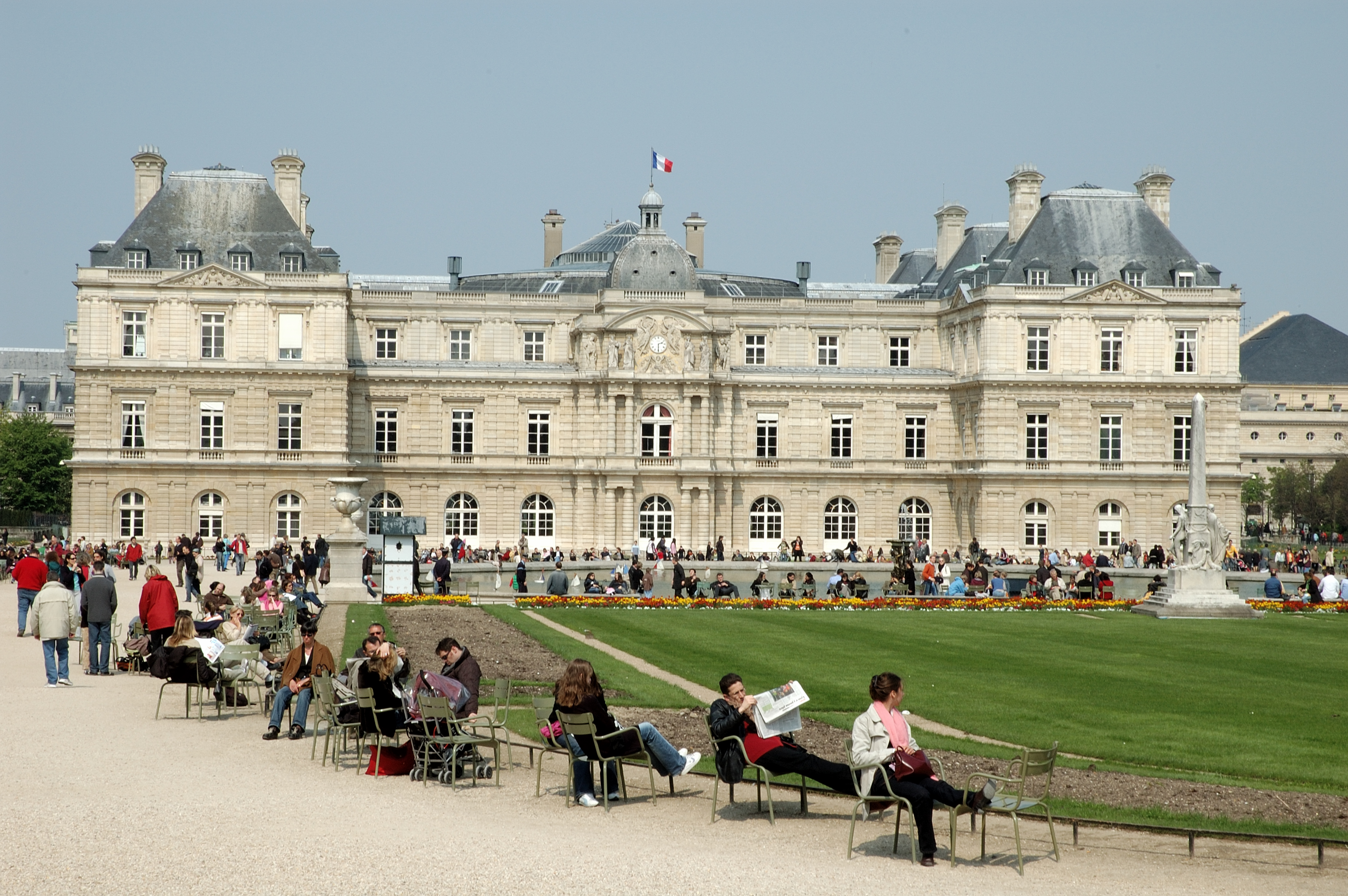
Năm 2005
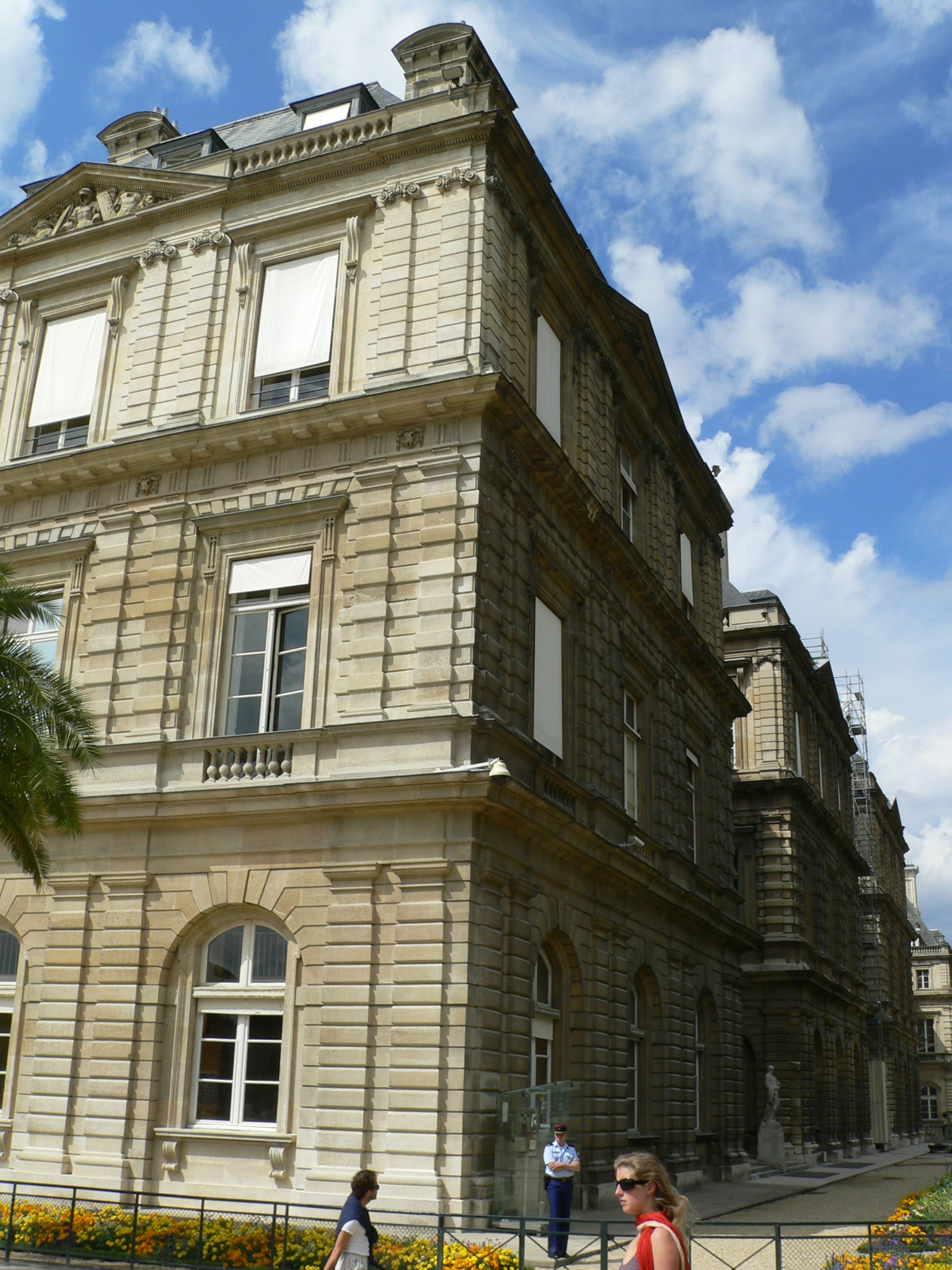
Góc cung điện gần vườn
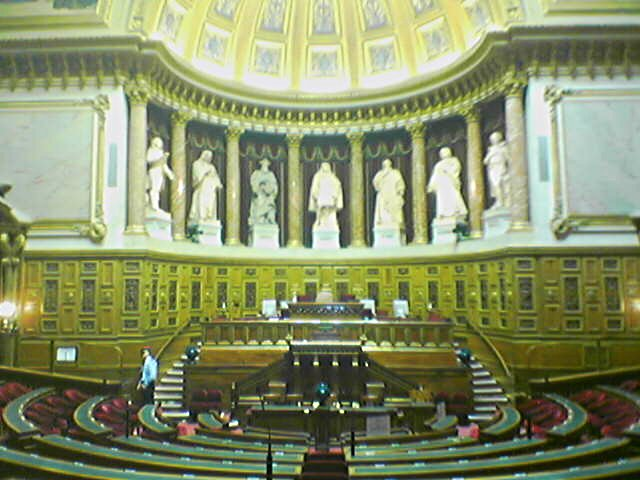
Phòng Thượng nghị viện

## Xêm thêm
- Palais Bourbon
- Điện Élysée
- Tòa thị chính Paris